# Тунгирская впадина
Тунги́рская впа́дина — впадина на северо-востоке Забайкальского края России.

## Расположение
Тунгирская впадина располагается в среднем течении реки Тунгир, между Тунгирским хребтом (с севера), Гульским хребтом и отрогами Черомного (с юга). Впадина начинается к юго-западу от долины реки Сайбачи (левый приток Тунгира) и протягивается на восток-северо-восток, до села Гуля. Протяжённость впадины составляет 105 км, ширина варьируется от 2—3 км (на востоке) до 10—18 км (в центральной части).

## Геология
Тунгирская впадина выполнена осадочными (с проявлениями бурых углей) и базальтоидными формациями, которые сверху перекрыты континентальными кайнозойскими отложениями сравнительно небольшой мощности. Вместе с лежащей к востоку Ненюгинской впадиной она образует единую в морфоструктурном отношении зону относительного опускания в центральной части нагорья Олёкминский Становик. В поперечном разрезе впадина асимметрична: северная часть днища сравнительно длинная и пологая, с плавным сочленением бортов впадины со склонами Тунгирского хребта; южная часть более короткая и крутая, с более резким сочленением бортов впадины со склонами Черомного и Гульского хребтов.
Абсолютные отметки уреза воды реки Тунгир в пределах впадины варьируются от 665 до 557 м. Преобладающие типы ландшафта — приречные луга, ерники, заболоченные мари и горная тайга.